# James Enoch Hill
James Enoch Hill (Chicago, 30 ottobre 1929 – Carlinville, 8 agosto 2018) è stato un tiratore a segno statunitense.

## Palmarès

### Olimpiadi
- 1 medaglia:
  - 1 argento (Roma 1960 nella carabina 50 metri a terra)